# ゴトウユキコ
ゴトウ ユキコは、日本の漫画家。

## 略歴
2009年、『赫色少年の素晴らしき日々』で第60回ちばてつや賞ヤング部門、大賞を受賞。受賞作を一話とした、『R-中学生』を『週刊ヤングマガジン』（講談社）にて連載開始。
2010年、『月刊!スピリッツ』（小学館）にて『ウシハル』連載開始。
2014年、太田出版のwebコミックにて『水色の部屋』連載開始。
2015年、『月刊ヤングマガジン』（講談社）にて『きらめきのがおか』連載開始。
2018年、『週刊ヤングマガジン』（講談社）にてこだまの原作による『夫のちんぽが入らない』の連載を開始。
2020年、『ビッグコミックスペリオール』（小学館）にて原克玄の原作によるホラー漫画『フォビア』を連載開始。
2023年、8月17日にキャリア２冊目の短編集『天国』（双葉社）を発売。同月24日より、単独としての開催は初となる原画展を青山ブックセンター本店にて開催。

## 作品リスト
- 赫色少年の素晴らしき日々
- 『R-中学生』（ヤンマガKCスペシャル、全3巻）
- 『ウシハル』（ビッグコミックススペシャル、全5巻）
- 『水色の部屋』（太田出版、全2巻）
- 『きらめきのがおか』（ヤンマガKCスペシャル、全2巻）
- いおりとちはる（『フィール・ヤング』、読み切り）
- 『夫のちんぽが入らない』（原作：こだま、ヤンマガKCスペシャル、全5巻）
- 『36度』（モーニング、短編集、全1巻）
- 天国までひとっとび（『webアクション』2020年9月25日）
- フォビア（原作：原克玄、『ビッグコミックスペリオール』2021年2号[1] - 2024年11号[2]、ビッグコミックス、全3巻）
- 家庭教師（『ビッグコミックスピリッツ』2022年12号[3][4]、読み切り）
- 2月14日の思い出（『ヤンマガWeb』2023年2月10日[5]、読み切り）
- 迷子犬とわたしたち（『webアクション』2023年6月9日、読み切り）
- 『天国』（アクションコミックス、短編集、全1巻）